# Living Planet Report Nederland
Sinds 2015 wordt in Nederland een Living Planet Report gemaakt om in beeld te brengen hoe het met de biodiversiteit in Nederland gaat. 
Door menselijk toedoen zijn veel soorten planten en dieren verdwenen of sterk in aantal teruggelopen, waardoor ecologische kringlopen verstoord zijn en het natuurlijk evenwicht uit balans is geraakt. Complexe ecologische systemen leveren een veelheid aan diensten en daarmee een grote bijdrage aan ons welzijn en onze welvaart, zoals veilige kusten, vruchtbare bodems, schoon water en schone lucht, vruchten aan fruitbomen, kraamkamers voor vissen en ander zeeleven. Om balansverstoringen te kunnen repareren, is het van belang om de huidige staat van de biodiversiteit goed in kaart te brengen en ontwikkelingen te kunnen volgen.
Het Wereld Natuur Fonds doet dat op wereldwijde schaal door elke twee jaar de Living Planet Index te berekenen als maatstaf voor de staat van de biodiversiteit, samen met het onderzoeksinstituut van de Zoological Society of London. De Living Planet Index (LPI) geeft de gemiddelde veranderingen weer van de populatieomvang van een groot aantal soorten gewervelde dieren (zoogdieren, vogels, reptielen, amfibieën en vissen). 
In navolging van de mondiale LPI ontwikkelden het Centraal Bureau voor de Statistiek en de Nederlandse soortenorganisaties de Nederlandse Living Planet Index. In de Nederlandse LPI zijn, naast verreweg de meeste soorten zoogdieren, broedvogels, reptielen, amfibieën en vissen, ook alle soorten libellen en dagvlinders opgenomen, omdat ook over die diergroepen veel en goede meetgegevens beschikbaar zijn. We kunnen de populaties van jaar tot jaar volgen, en dat is grotendeels te danken aan het werk van vele vrijwilligers, die via de soortenorganisaties zoals de Vlinderstichting en de Zoogdiervereniging gegevens verzamelen onder de paraplu van het Netwerk Ecologische Monitoring.